# Pribojske Čelice
Pribojske Čelice (en serbe cyrillique : Прибојске Челице) est un village de Serbie situé dans la municipalité de Priboj, district de Zlatibor. Au recensement de 2011, il comptait 111 habitants.

## Démographie
| 1948 | 1953 | 1961 | 1971 | 1981 | 1991 | 2002 | 2011 |
| ---- | ---- | ---- | ---- | ---- | ---- | ---- | ---- |
| 144  | 231  | 296  | 218  | 208  | 167  | 142  | 111  |

|  |